# Двое в пустыне
«Двое в пустыне» — советский телефильм 1968 года режиссёра Алты Артыкова.

## Сюжет
1920-е годы в Средней Азии ещё идёт Гражданская война. Красноармеец и взятый им в плен басмач заблудились в пустыне…

## В ролях
- Танрыкули Сеиткулиев — красноармеец
- Сетдар Караджаев — басмач

## Критика
Алты Артыков начинал у нас как документалист, а на днях состоялся его дебют и в художественном кино. «Двое в пустыне» — работа интересная серьёзная.— Искусство кино, 1969

Режиссеру Ашхабадской телестудии А. Артыкову в своей ленте «Двое в пустыне» удалось показать сильные характеры, применив для их раскрытия скупые выразительные средства. Небольшое число действующих лиц, напряженность драматургии, важность и актуальность проблемы, простота и ясность композиции.— Телевидение и радиовещание, 1969

## Фестивали и награды
- ІІI Всесоюзный фестиваль телевизионных фильмов — диплом за творческий дебют режиссеру А. Артыкову и оператору У. Сапарову.[1]